# Presque Isle, Wisconsin
Presque Isle là một thị trấn thuộc quận Vilas, tiểu bang Wisconsin, Hoa Kỳ. Năm 2010, dân số của thị trấn này là 613 người.